# Magyarország az 1972-es fedett pályás atlétikai Európa-bajnokságon
Magyarország a franciaországi Grenoble-ben megrendezett 1972-es fedett pályás atlétikai Európa-bajnokság egyik részt vevő nemzete volt. Az ország a versenyen 6 sportolóval képviseltette magát.

## Érmesek
| Érem  | Versenyző    | Versenyszám | Dátum       |
| ----- | ------------ | ----------- | ----------- |
| Arany | Major István | Magasugrás  | március 11. |

## Eredmények

### Férfi
| Versenyző     | Versenyszám | Előfutam | Előfutam | Előfutam | Elődöntő | Elődöntő | Elődöntő | Döntő   | Döntő    |
| Versenyző     | Versenyszám | Idő      | Hely.    | Össz.    | Idő      | Hely.    | Össz.    | Idő     | Helyezés |
| ------------- | ----------- | -------- | -------- | -------- | -------- | -------- | -------- | ------- | -------- |
| Zsinka András | 800 m       | 2:00,19  | 3.       | 7.       |          |          |          | 1:50,62 | 4.       |

| Versenyző          | Versenyszám | Selejtező | Selejtező | Döntő    | Döntő    |
| Versenyző          | Versenyszám | Eredmény  | Helyezés  | Eredmény | Helyezés |
| ------------------ | ----------- | --------- | --------- | -------- | -------- |
| Major István       | Magasugrás  |           |           | 224 cm   |          |
| Kelemen Endre      | Magasugrás  |           |           | 214 cm   | 7.       |
| Steinhacker Róbert | Rúdugrás    |           |           | 470 cm   | 10.      |

### Női
| Versenyző     | Versenyszám | Előfutam | Előfutam | Előfutam | Elődöntő | Elődöntő | Elődöntő | Döntő   | Döntő    |
| Versenyző     | Versenyszám | Idő      | Hely.    | Össz.    | Idő      | Hely.    | Össz.    | Idő     | Helyezés |
| ------------- | ----------- | -------- | -------- | -------- | -------- | -------- | -------- | ------- | -------- |
| Velekei Márta | 800 m       | 2:09,69  | 5.       | 9.       |          |          |          | kiesett | kiesett  |

| Versenyző      | Versenyszám | Selejtező | Selejtező | Döntő    | Döntő    |
| Versenyző      | Versenyszám | Eredmény  | Helyezés  | Eredmény | Helyezés |
| -------------- | ----------- | --------- | --------- | -------- | -------- |
| Komka Magdolna | Magasugrás  |           |           | 184 cm   | 4.       |